# Casa del Parlamento (Adelaida)

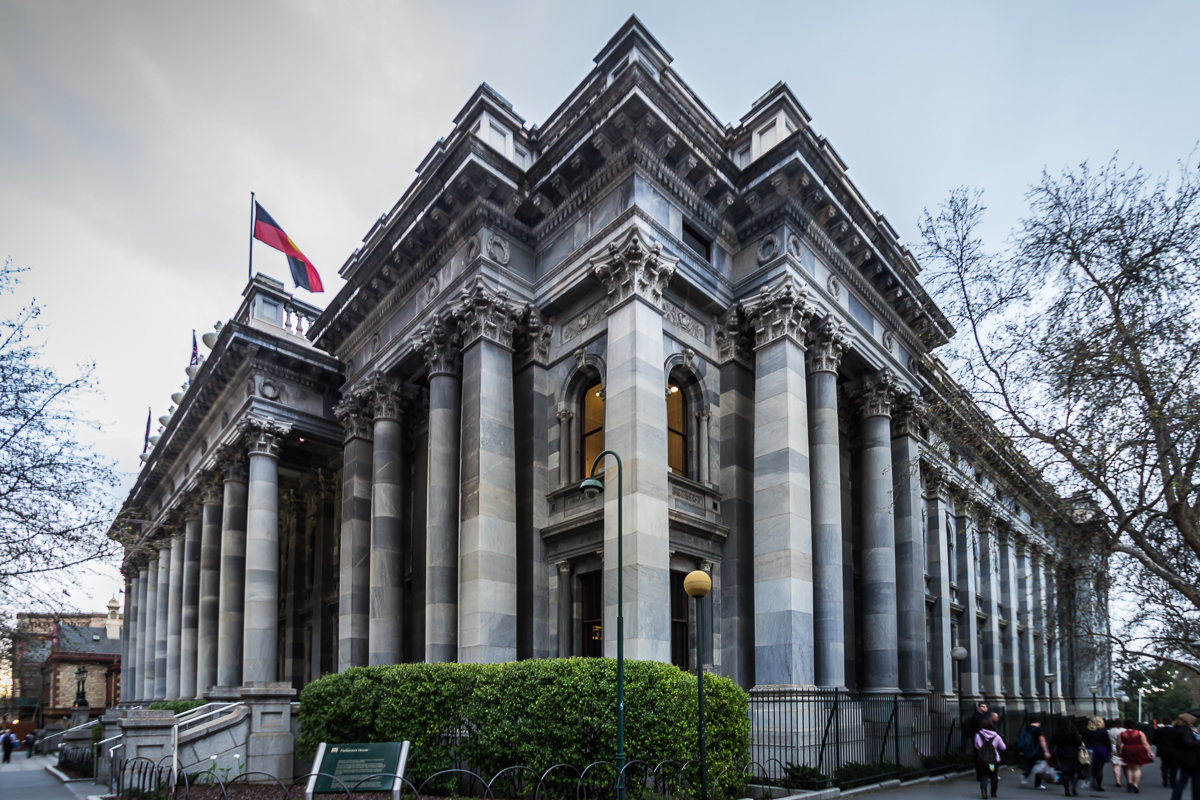
Casa del Parlamento, Adelaida. El primer ala oeste completada está a la izquierda, junto a la Antigua Casa del Parlamento.

La Casa del Parlamento, en la esquina de North Terrace y King William Road en el centro de la ciudad de Adelaida, es la sede del Parlamento de Australia Meridional. Fue construido para reemplazar la Casa del Parlamento adyacente y superada, ahora conocida como "Antigua Casa del Parlamento". Debido a limitaciones financieras, la Casa del Parlamento actual se construyó en etapas durante 65 años, desde 1874 hasta 1939.
Se realizan visitas públicas guiadas al edificio de lunes a viernes a las 10.00 y las 14.00 horas, excepto cuando el Parlamento está sentado.

## Parlamento viejo

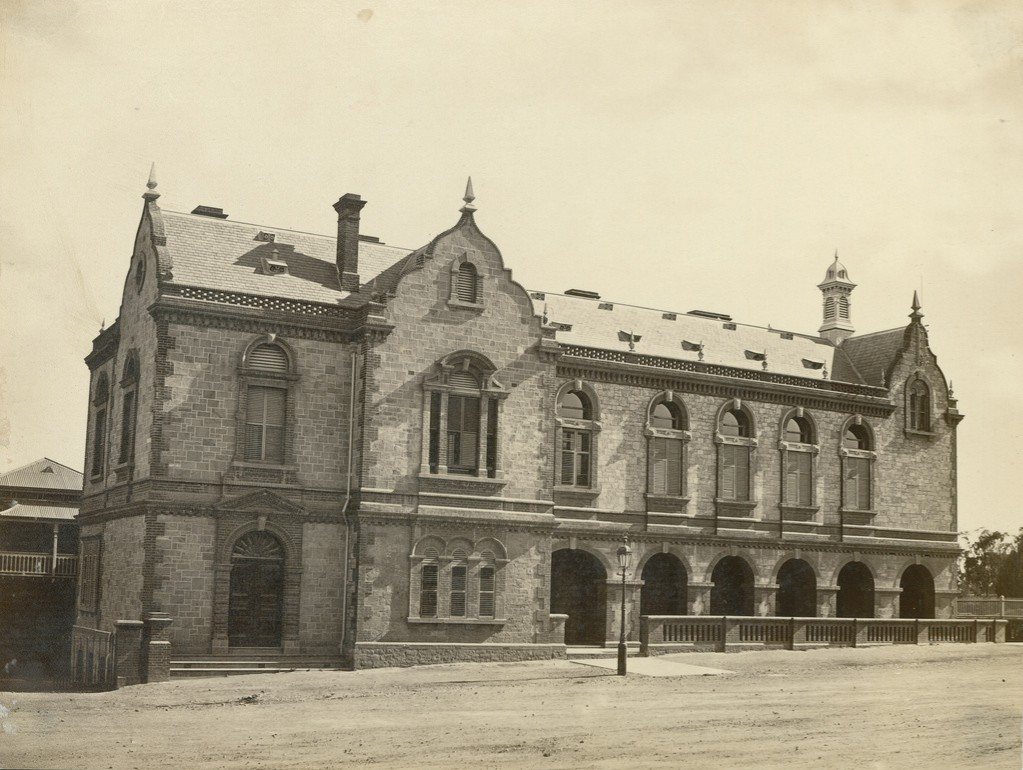
Antigua Casa del Parlamento en 1872

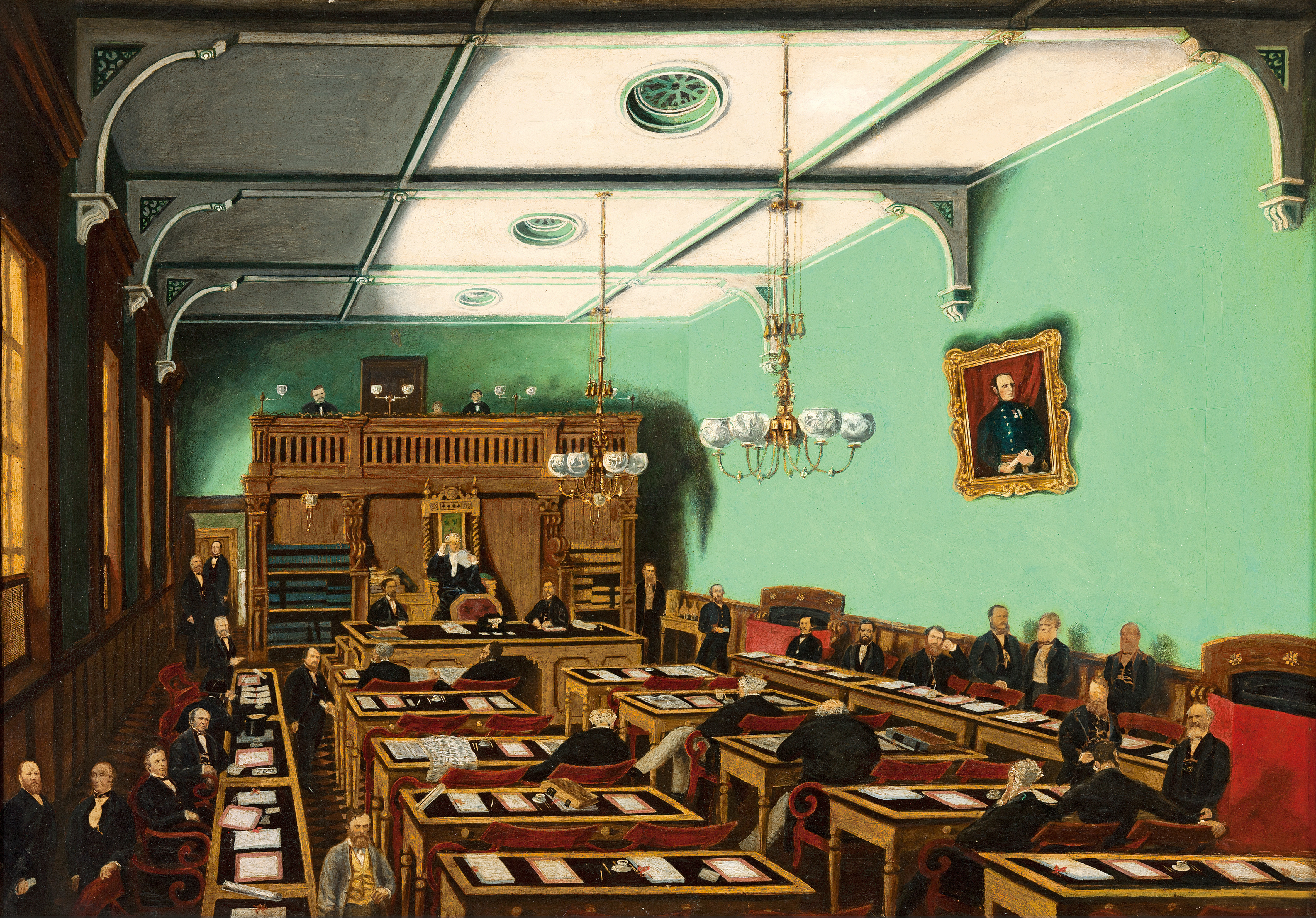
Una pintura de la reunión de la Cámara de la Asamblea en Old Parliament House en 1867

El Parlamento de Australia Meridional comenzó en 1857, cuando se concedió a la colonia el autogobierno. En la actualidad, Old Parliament House en North Terrace está situada al oeste de la nueva Parliament House y está asociada con numerosas y progresivas reformas legislativas en las que Australia Meridional abrió el camino (como la introducción del sufragio masculino adulto completo en 1856 y el sufragio femenino en 1894). El edificio, diseñado en varias etapas, incorpora el trabajo de tres importantes arquitectos coloniales: William Bennett Hays, Edward Angus Hamilton y Edward John Woods. Originalmente construido como una cámara de ladrillo de una sola habitación en 1843, se amplió en 1857 para albergar el nuevo Parlamento bicameral. Es uno de los pocos edificios construidos antes de 1860 que quedan en Adelaide.

### Renovación
Tras la finalización de la nueva Casa del Parlamento en 1939, el primer ministro Thomas Playford propuso que se demoliera el antiguo complejo. Se salvó con el inicio de la Segunda Guerra Mundial y su uso como oficina de reclutamiento de la Real Fuerza Aérea Australiana. A partir de entonces fue utilizado por los departamentos gubernamentales. Otras modificaciones y alteraciones continuaron hasta la década de 1970, pero a mediados de la década de 1970 el complejo estaba tristemente deteriorado y descuidado. A fines de la década de 1970, se convirtió en el "Museo Constitucional" y se restauró para reflejar su condición de 1875. Bajo la dirección del recién creado History Trust of South Australia, el museo (como el primer museo político de Australia) funcionó con ese nombre desde 1979 y luego como "Antigua Casa del Parlamento" hasta 1995, cuando el edificio volvió a ser utilizado por el parlamento, en gran parte como oficinas y salas de comités.

## Parlamento Nuevo

### Construcción

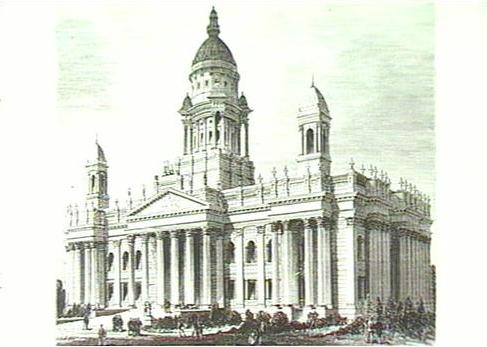
Pintura del diseño original de la Casa del Parlamento. Las torres y cúpulas no se incluyeron en el diseño final.

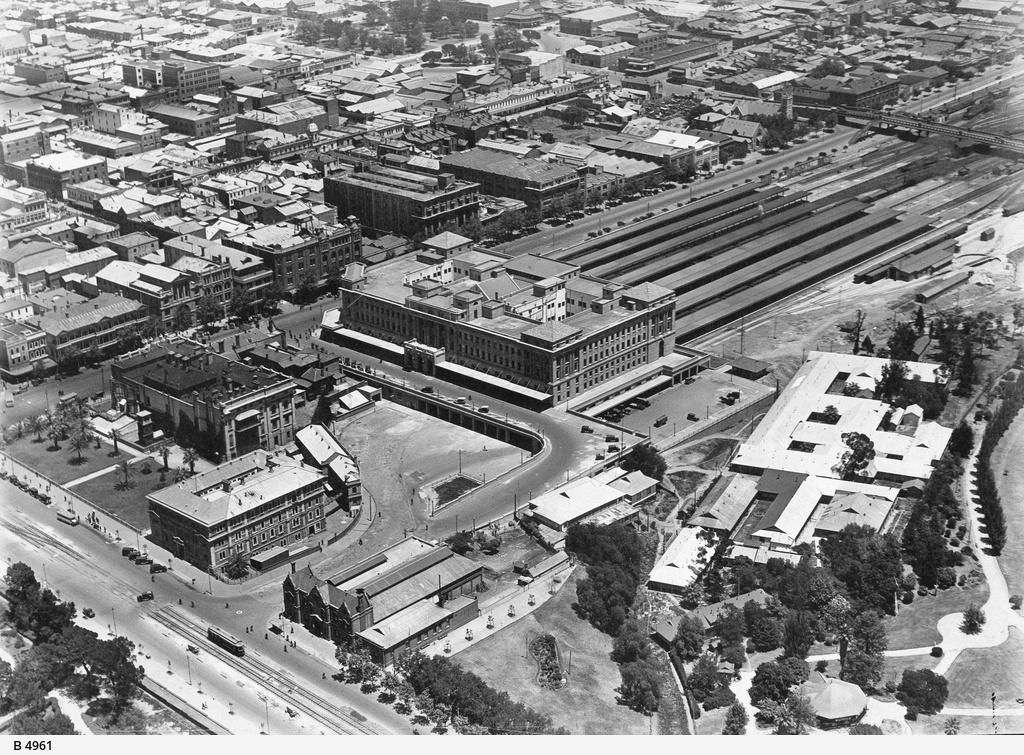
Casa del Parlamento "nueva" (extremo izquierdo) en 1928, cuando solo se había completado el ala occidental

En 1872, la legislación aumentó la Cámara de la Asamblea en 10 miembros, a partir de 1875, lo que refleja el aumento de la población colonial. Se decidió que se necesitaba un edificio completamente nuevo para el parlamento en expansión. En 1874 se creó una comisión, nombrada por el gobernador de Australia del Sur, para adjudicar un concurso de diseño para el nuevo edificio que formaría la base de la 'Nueva' Casa del Parlamento. Un diseño del destacado arquitecto de Adelaide Edmund Wright y su socio Lloyd Taylor fue seleccionado como ganador. Este diseño del Renacimiento griego presentaba columnas ornamentadas de orden corintio, torres impresionantes y una gran cúpula.
La Casa del Parlamento fue construida con mármol Kapunda y granito de West Island . La construcción del ala oeste comenzó en 1874 y se completó en 1889 a un costo de £ 165,404. Sin embargo, la falta de fondos hizo que las torres y la cúpula se eliminaran del diseño que se implementó. El ala oeste contenía la nueva cámara para la Cámara de la Asamblea de Australia Meridional y las oficinas asociadas. El Consejo Legislativo de Australia Meridional continuó en la antigua casa del parlamento de al lado. La depresión económica de la década de 1890 retrasó la finalización de la Casa del Parlamento y no fue hasta 1913 que se esbozaron los planes para el ala este. El estallido de la Gran Guerra volvió a retrasar la construcción.La Casa del Parlamento

### Terminación
El proyecto se retomó en la década de 1930 luego de una donación de £ 100,000 de Sir John Langdon Bonython, quien envió un cheque al primer ministro del estado con una nota que indicaba que el dinero debería usarse para completar la casa del Parlamento a medio terminar en North Terrace. El proyecto también funcionó como un esquema de generación de empleo para aliviar el desempleo masivo de la Gran Depresión. El trabajo comenzó en el ala este en 1936, el año del centenario de Australia Meridional, y se completó tres años después, en 1939, a un costo de 241 887 libras esterlinas.
Cuando finalmente se completó, las Casas del Parlamento Británico estaban tan encantadas de que el edificio se completara después de tanto tiempo que organizaron que el León que formaba parte de un Escudo de Armas Real en las Casas del Parlamento de Westminster fuera removido de la mampostería y enviado a Adelaide. Fue presentado al Parlamento de Australia del Sur por The Empire Parliamentary Association United Kingdom en 1939. La estatua y la placa se encuentran en un entorno en la parte delantera del edificio. La Casa del Parlamento completa fue inaugurada formalmente el 5 de junio de 1939 por Lord Gowrie, el décimo gobernador general de Australia (y también exgobernador de Australia del Sur). Desde entonces, se reviven planes ocasionales para completar el edificio construyendo las torres y la cúpula, pero ninguno de ellos se ha implementado.

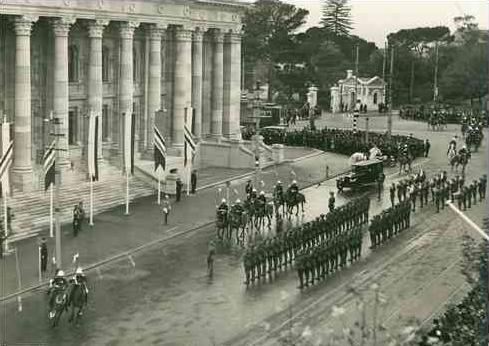
1939 apertura de la nueva Casa del Parlamento.
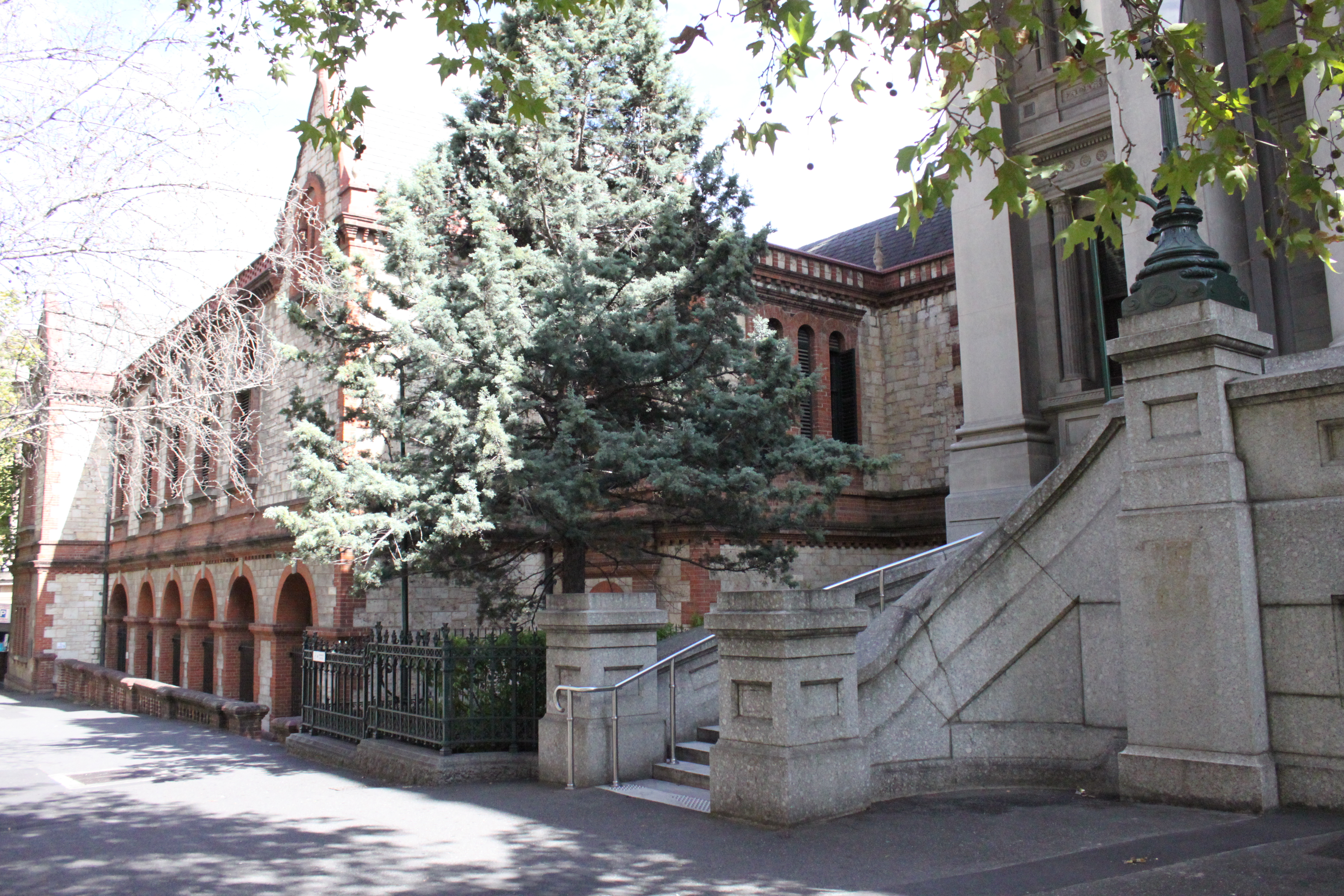
antigua casa del parlamento
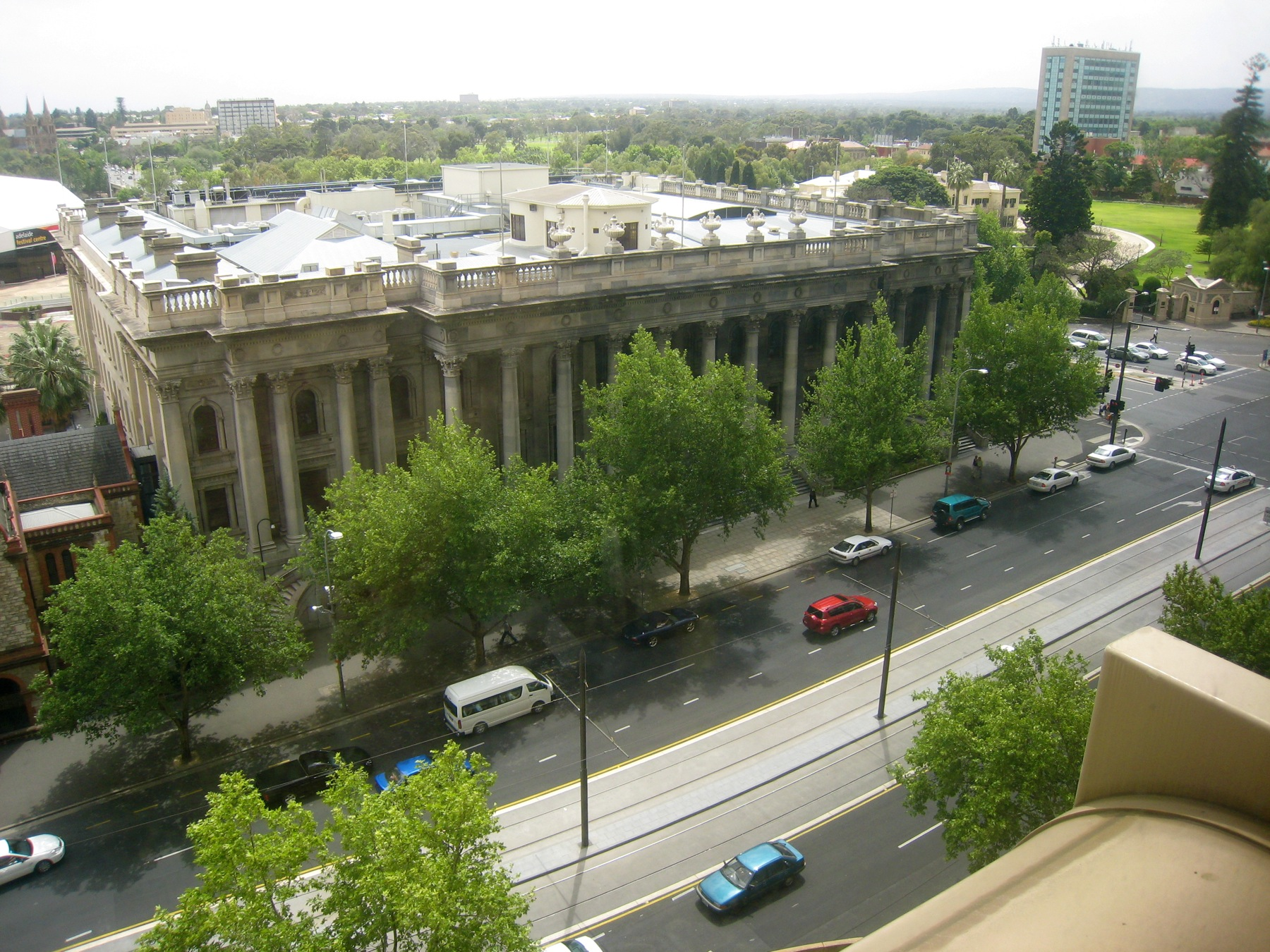
Parlamento (nuevo)
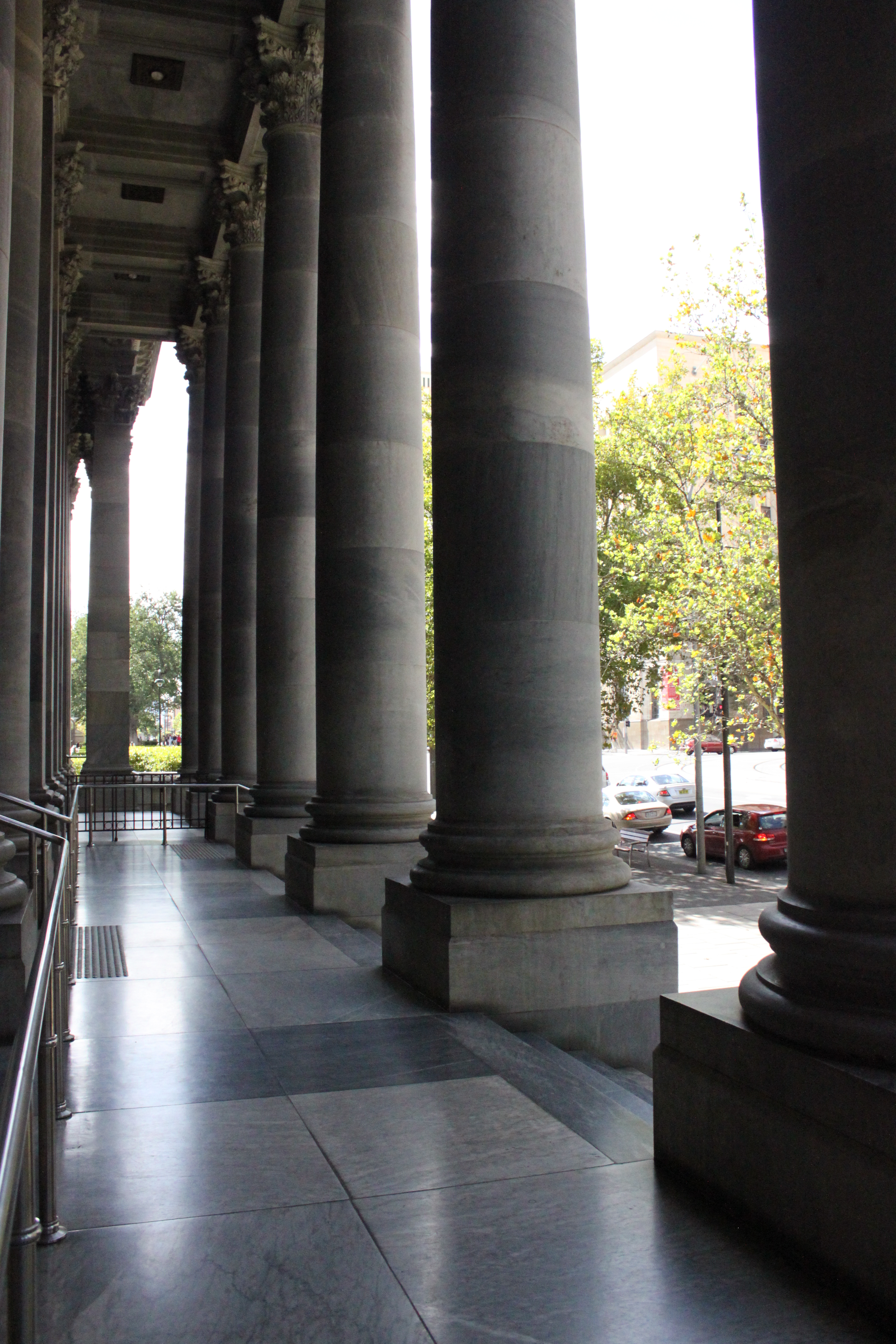
porche delantero
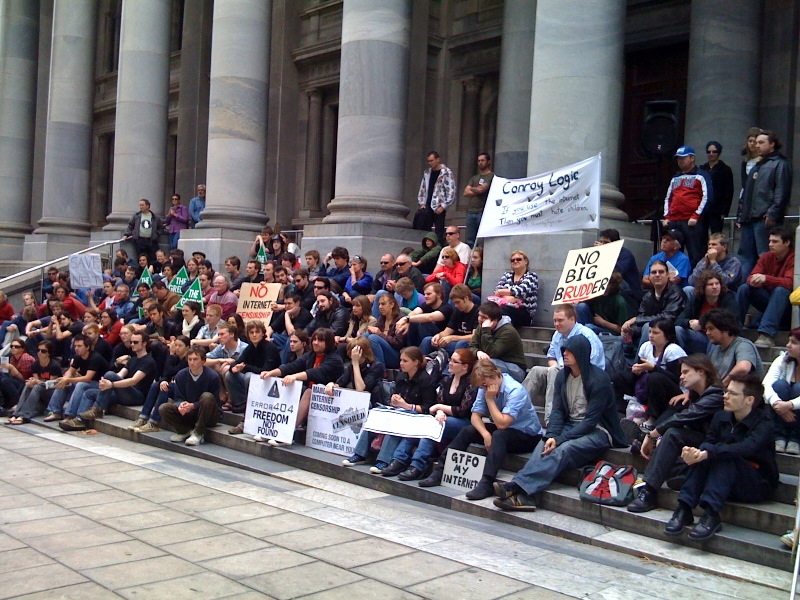
Protesta en los escalones de la entrada
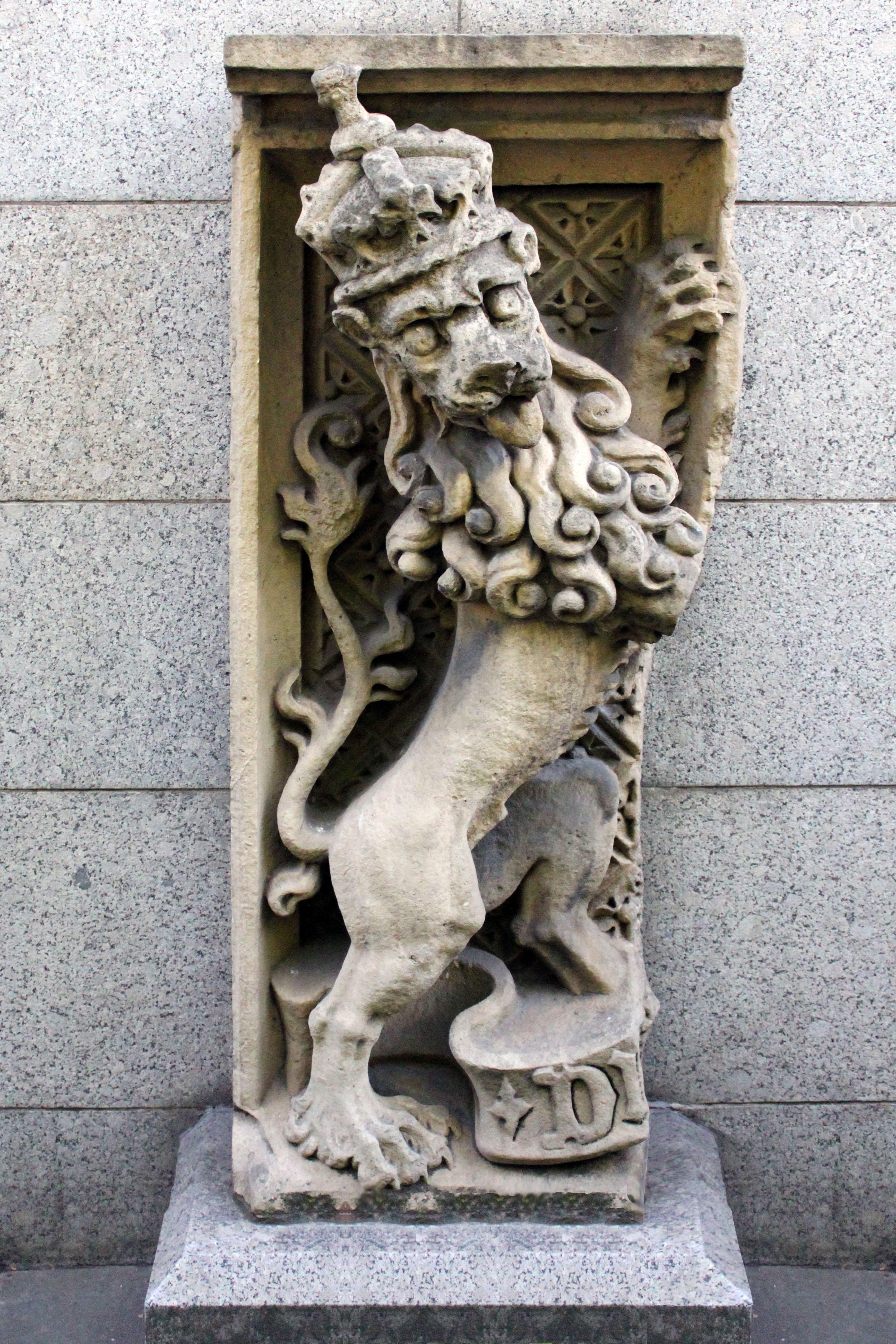
León de Westminster
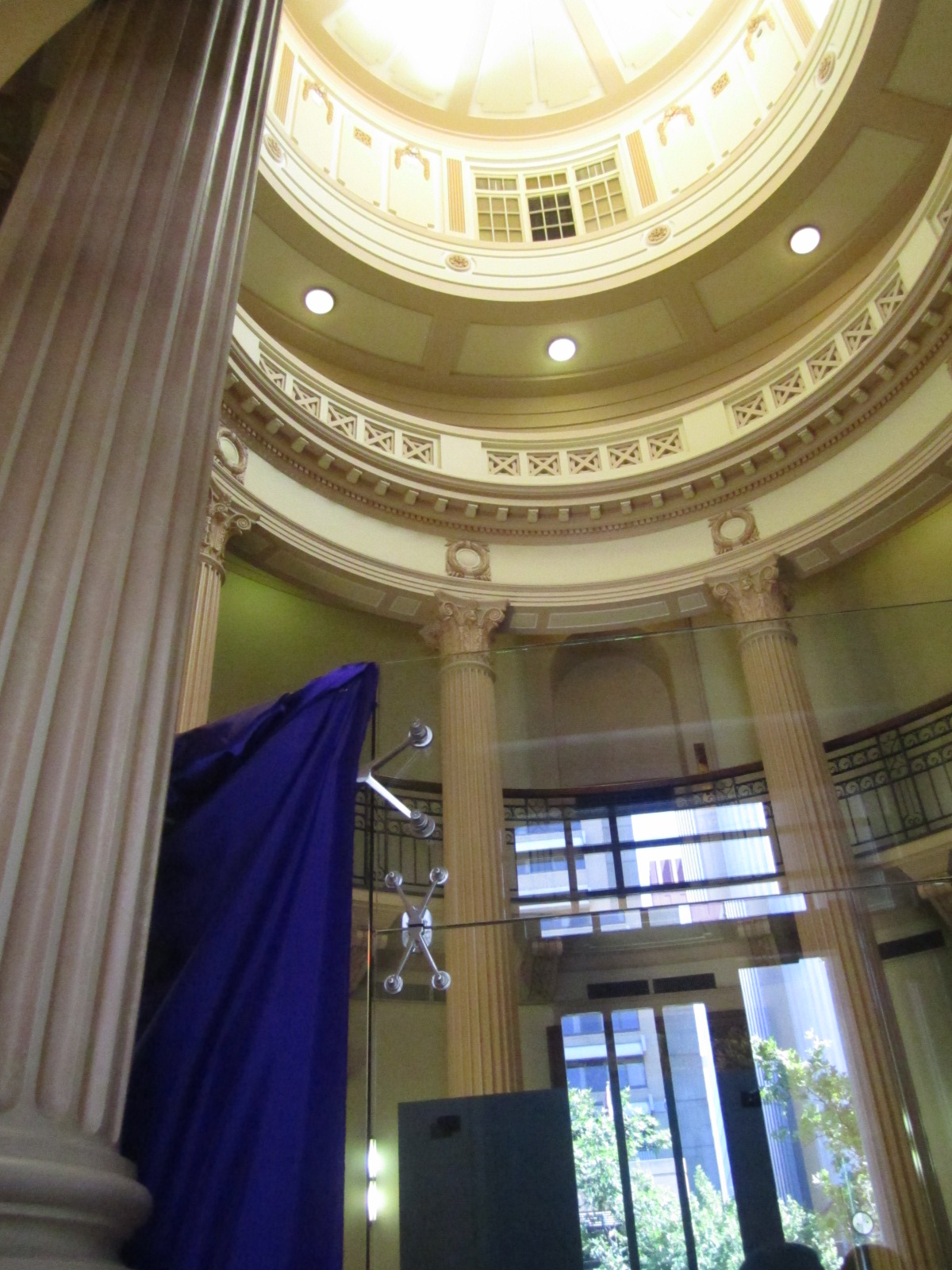
cúpula del vestíbulo
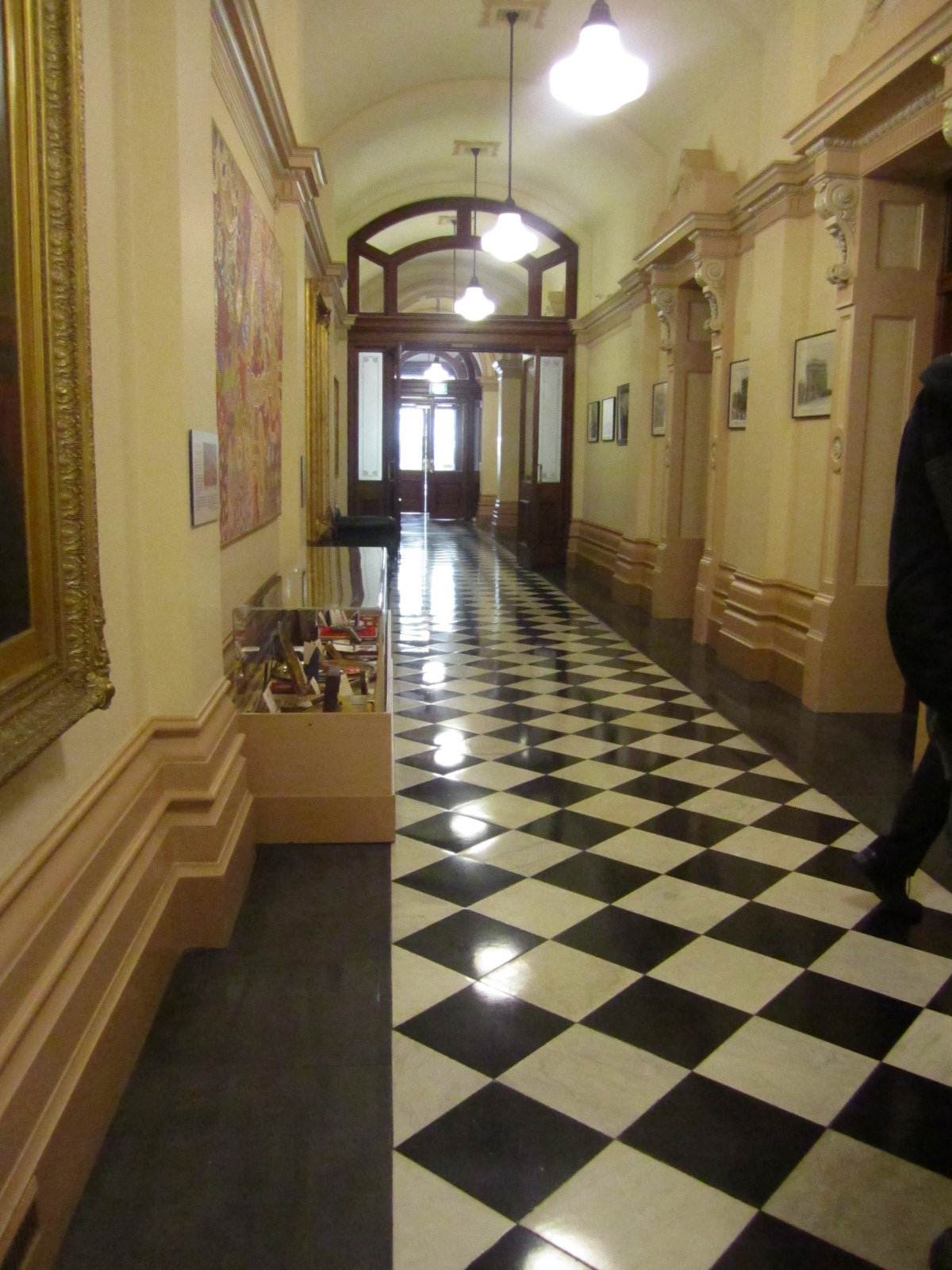
pasillo interior
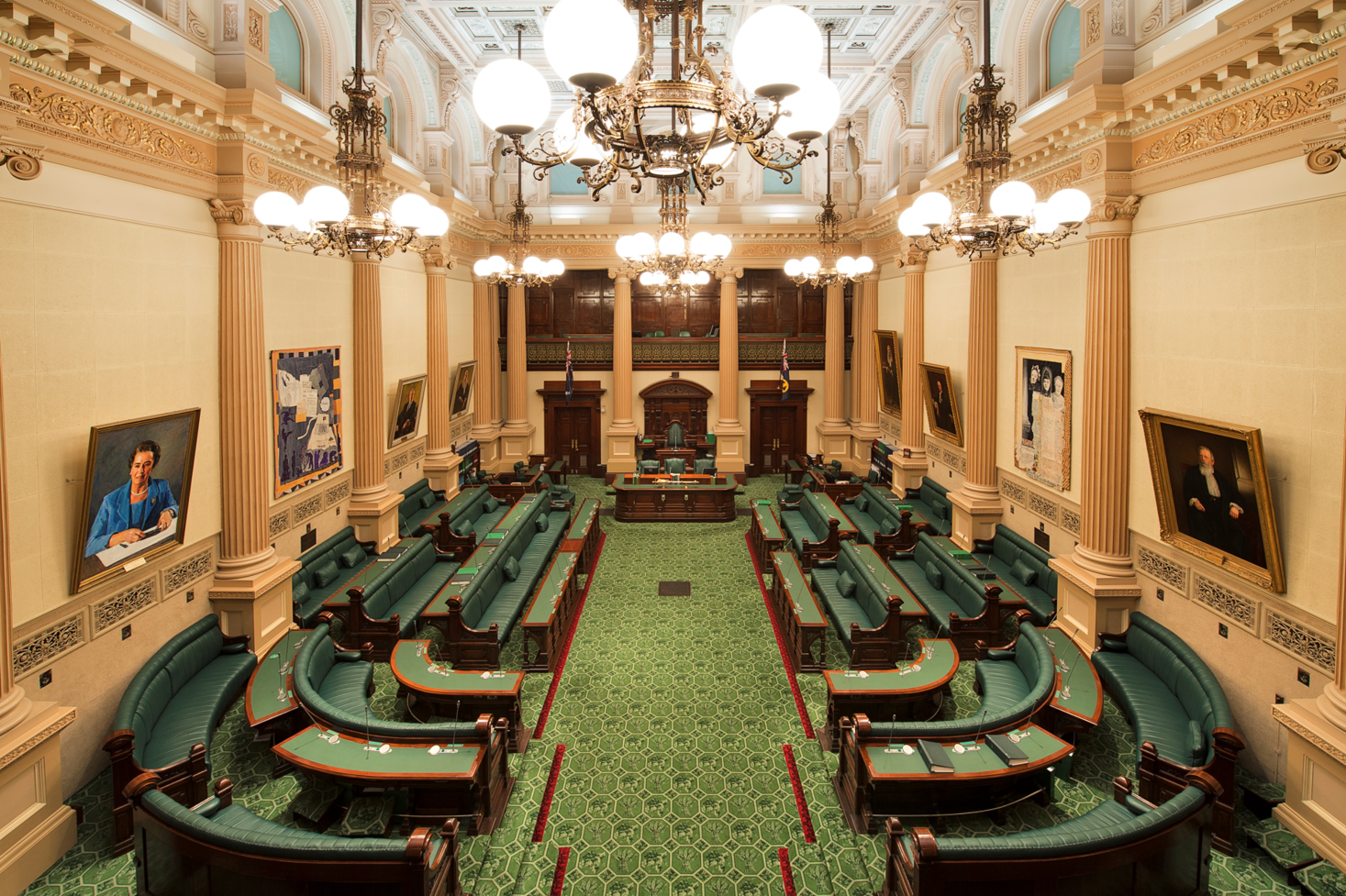
casa de la asamblea
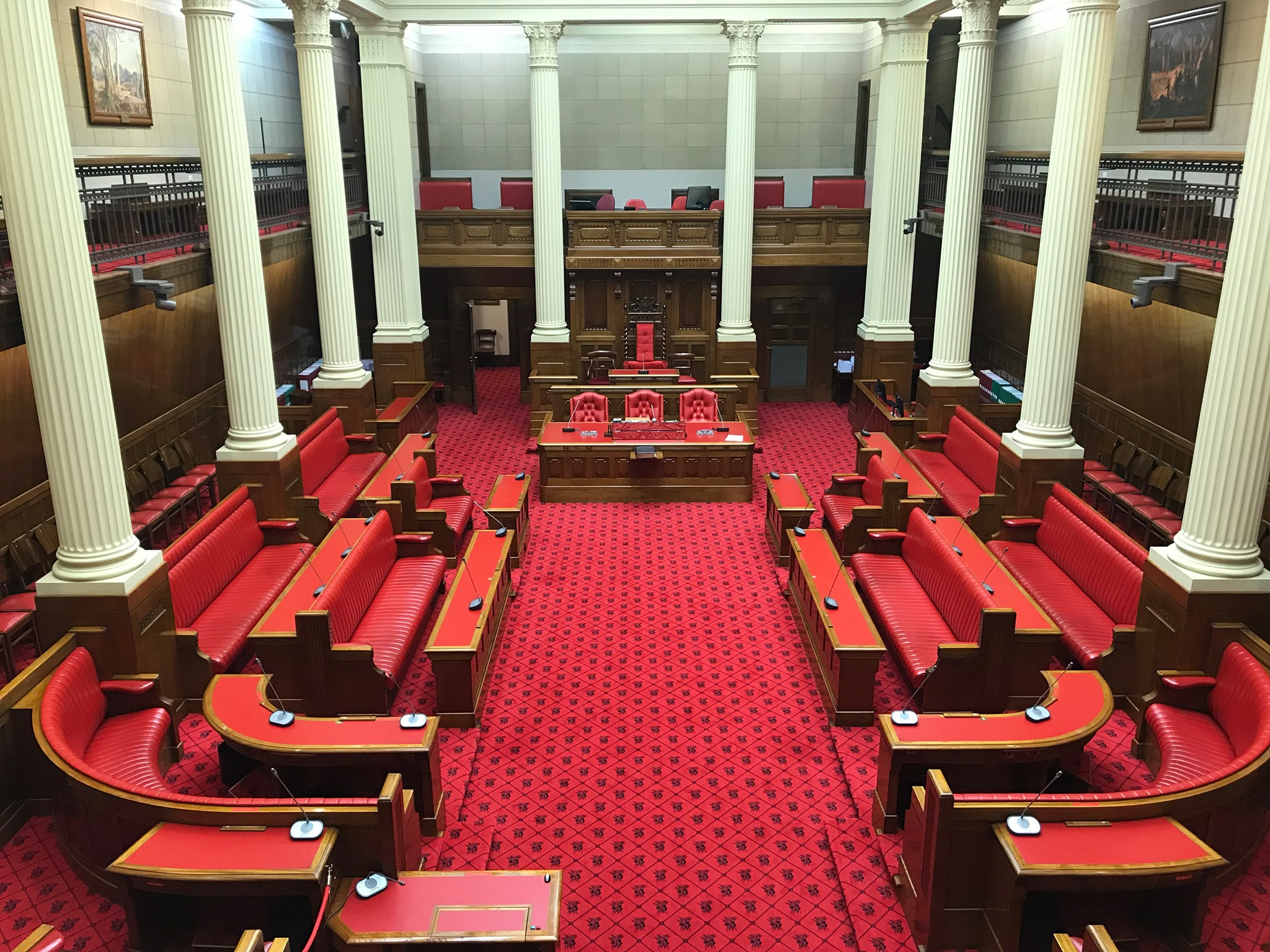
Consejo legislativo
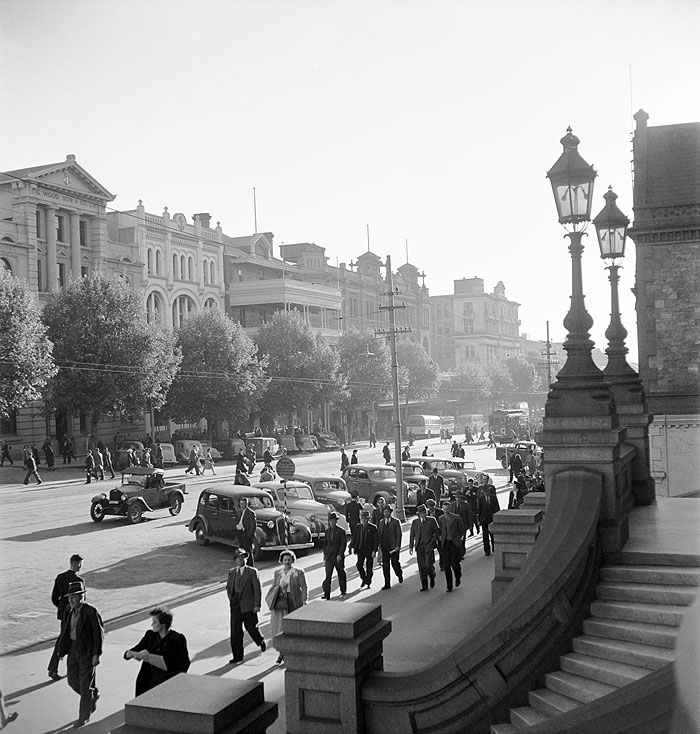
Fuera de la Casa del Parlamento, mirando a la terraza norte (1940)

## enlaces externos
- Parlamento de Australia del Sur Archivado el 22 de septiembre de 2019 en Wayback Machine.

- Datos: Q2053641
- Multimedia: Parliament House, Adelaide / Q2053641